# Гойоаса
Гойоаса (рум. Goioasa) — село у повіті Бакеу в Румунії. Входить до складу комуни Агеш.
Село розташоване на відстані 224 км на північ від Бухареста, 50 км на захід від Бакеу, 126 км на південний захід від Ясс, 102 км на північний схід від Брашова.

## Населення
За даними перепису населення 2002 року у селі проживали 957 осіб. Усі жителі села рідною мовою назвали румунську.
Національний склад населення села:
| Національність | Кількість осіб | Відсоток |
| -------------- | -------------- | -------- |
| румуни         | 950            | 99,3%    |
| цигани         | 7              | 0,7%     |